# Карчевський Микола Федорович
Мико́ла Фе́дорович Карче́вський (рос. Николай Фёдорович Карчевский; 1824 — після 1900) — архітектор. Працював на Поділлі, Волині, в Рязані, Вітебську.

## Біографія
У 1839—1845 роках навчався в Петербурзькому будівельному училищі, де здобув звання цивільного інженера з чином XII класу. Після закінчення навчання виконував обов'язки подільського губернського архітектора в Кам'янці-Подільському. 1848 року Карчевського затвердили на цій посаді. В Подільській губернії він пропрацював до 1859 року. Наступних 10 років служив в Рязані, у 1869—1875 роках працював волинським губернським архітектором. Згодом працював губернським архітектором у Вітебську, де спроектував гімназію.
Карчевський виконував твори у формах бідермаєру, неоренесансу, неорококо і «цегляного стилю».

## Твори
У 1845—1858 роках під час праці на Поділлі виконав:
- Яловий водоспуск на Південному Бузі,
- Запасні хлібні магазейни у повіті,
- Перебудова робочого водоспуска і ремонт млину в Барі,
- Переправа через Південний Буг для військ у Вінниці,
- Мурована скарбниця в Гайсині,
- Міст через Збруч у Гусятині,
- Підновлення після пожежі цукрового заводу в селі Маївка,
- Три дерев'яні мости з гатями через рукави річки Південний Буг у Хмільнику,
- Цукровий завод графа Кушелева-Безбородька поблизу Хмільника,
- Перебудова старовинного так званого Турецького моста біля Хотина,
- Дві пристані і переправи через Дністер для військ, що повертались з Силістрії (1854 рік),
- Два аркові муровані мости через Мурафу і Русаву в Ямпільському повіті,
- Перебудова мурованої споруди для поштової контори в Ямполі,
- Дерев'яний міський о 4 поставах млин на Смотричі,
- Дерев'яний міст підкісної системи через Смотрич,
- Зокрема в Кам'янці-Подільському:
  - Перебудова старовинних споруд для артилерійських казарм,
  - Влаштування двох бань на вежах римсько-католицького костелу,
  - Перебудова казенної палати,
  - Перевлаштування театру для Приказу громадського опікування,
  - Мурована 2-поверхова споруда для арештантської напівроти,
  - Пристосування будинку для розміщення будівельної і шляхової комісії,
  - Перебудова старовинної будівлі при класичній гімназії,
  - Реставрація старовинної башти (брами короля Баторія) з аркою,
  - Муровані сходи 12-сажневої висоти для з'єднання нової частини міста з верхньою старовинною,
  - Мурований 4-поверховий тюремний замок із службами і церквою на 600 чоловік,
  - Мурована 2-поверхова споруда дворянського зібрання,
  - Перебудова і внутрішнє оздоблення губернаторського палацу для перебування Олександра II (1856 рік).

1858 року виконав проект губернської лікарні в Кам'янці-Подільському (збудована пізніше за доробленим 1862 року архітектором Едмундом Миквицем, в 1864—1887 роках).